# Lissogenius leleupi
Lissogenius leleupi är en skalbaggsart som beskrevs av Ruter 1977. Lissogenius leleupi ingår i släktet Lissogenius och familjen Cetoniidae. Inga underarter finns listade i Catalogue of Life.